# Al Fadjr
Al Fadjr (L'Aube, en arabe الفجر) est un quotidien généraliste algérien en langue arabe.